# 117381 Lindaweiland
117381 Lindaweiland è un asteroide della fascia principale. Scoperto nel 2004, presenta un'orbita caratterizzata da un semiasse maggiore pari a 2,8560937 UA e da un'eccentricità di 0,0325233, inclinata di 3,21906° rispetto all'eclittica.